# Jean Genten
Jean Genten (Verviers 31 augustus 1892  - Neuengamme 20 november 1944) was een Belgische priester.

## Biografie
In 1915 werd Genten tot priester gewijd. Hij gaf vervolgens les in de normaalschool van Theux. In 1928 werd hij leraar in Bellaire en vanaf 1932 in Jupille-sur-Meuse.
Tijdens de Tweede Wereldoorlog werd Genten lid van het verzet. Hij werd op 1 augustus 1944 werd gearresteerd door de Duitsers. Hij overleed in november in het concentratiekamp van Neuengamme.
Genten wordt herdacht met een gedenkplaat aan de school St-Amand in Jupille-sur-Meuse. Tevens is er in het dorp een straat naar hem genoemd.